# Planner (marketing)
Il planner (in lingua italiana progettista) è una figura professionale che, all'interno di un'agenzia di pubblicità, può assumere due distinti ruoli: strategic planner o media planner.

## Strategic planner
Lo strategic planner è la figura chiave del reparto planning di un'agenzia pubblicitaria. È colui o colei che sviluppa un’analisi situazionale di una campagna pubblicitaria, cioè prende in considerazione la condizione dei consumatori, del prodotto, dell'impresa, della marca, del mercato e della concorrenza alla luce degli obiettivi strategici e tattici dell'utente che ha commissionato la campagna stessa.
Questa figura professionale fu ideata da Stanley Politt nel 1965. E la prima agenzia pubblicitaria a comprendere un reparto planning fu la J. Walter Thompson nel 1968.
Gli strategic planner di agenzia hanno una formazione culturale piuttosto eterogenea (media, comunicazione, marketing, sociologia). Il loro ruolo è diventato progressivamente centrale, man mano che è cresciuta l'articolazione dei mezzi di comunicazione di massa e delle discipline della comunicazione (pubblicità classica, direct marketing, web, eccetera).
Compito dello strategic planner, quindi, è definire strategia e direzione aziendale (visione a medio-lungo termine) nell'ambito delle quali la specifica campagna pubblicitaria possa andare a collocarsi. Tra le tecniche utilizzate dai planner: le SWOT analysis (Strengths, Weaknesses, Opportunities, Threats) o le STEER analysis (Socio-cultural, Technological, Economic, Ecological, Regulatory).

Tra le domande tipiche a cui lo strategic planning deve rispondere:
- Che cosa facciamo?
- Per chi lo facciamo?
- Qual è il nostro punto di forza o differenza rispetto alla concorrenza?

Le risposte a queste domande determinano con precisione la situazione della marca o dell'azienda cliente; e aiutano i creativi a elaborare le idee più corrette per raggiungere gli obiettivi del committente.

## Media planner
Il Media Planner è una figura chiave all’interno del centro media. È colui o colei che pianifica i mezzi pubblicitari.
Partendo da un brief dell’azienda committente (contenente le informazioni chiave relative ad azienda/marca/prodotto da promuovere, situazione competitiva se disponibile, target, obiettivi di marketing e budget a disposizione) e dopo che gli obiettivi di marketing siano stati tramutati in obiettivi di comunicazione e fatta un’approfondita analisi da parte del reparto strategico (a livello di situazione competitiva, scenario media, target, touchpoint e così via), entra in scena il media planner che avrà quindi il compito di definire la pianificazione degli spazi pubblicitari sui mezzi di comunicazione classici (tv, stampa, radio, digital, ooh) ed eventuali attività non convenzionali.
In termini semplificati, compito del media planner sarà quindi quello distribuire il budget pubblicitario di una campagna su diversi mezzi e canali per ottenere il miglior rapporto costi/benefici e quindi il raggiungimento della massima copertura possibile del target di riferimento, nella maniera più efficace e al minor costo possibile.
In genere, nei grandi centri media internazionali, si distingue tra Media Planner Offline (che si occupa quindi della pianificazione dei mezzi offline: tv, stampa, radio, ooh)  e Media Planner Online o Digital Media Planner (che si occupa della pianificazione del mondo online). In altri contesti non vi è questa distinzione tra offline e online.
Una volta definito il dettaglio della pianificazione pubblicitaria e predisposto quindi il documento di sintesi del piano mezzi (molto spesso si tratta di un foglio excel riepilogativo contenente informazioni e dettagli della campagna pubblicitaria: mezzi/veicoli, concessionarie, formati dei materiali pubblicitari, quantità, timing, budget), il planner attende l’approvazione formale del cliente (l’azienda inserzionista) e, solo dopo averla ricevuta, acquista gli spazi pubblicitari dalle singole concessionarie (nelle vecchie strutture dei centri media, l’acquisto vero e proprio veniva fatto dai Media Buyer che si occupavano quindi della fase di negoziazione e dell’acquisto; queste mansioni vengono adesso svolte prevalentemente e direttamente dai Media Planner).
Nelle fasi successive all’acquisto il planner si occuperà poi della gestione operativa degli ordini e di tutte le implicazioni ad essi connessi anche legati all’intermediazione tra azienda e concessionaria pubblicitaria per la risoluzione di problematiche relative ai materiali pubblicitari, delle verifiche di conformità ordini/acquisti, dell’inserimento dei dati degli ordini nei sistemi gestionali del centro media ed infine delle analisi post-campagna.
Per lo svolgimento delle proprie mansioni, il Media Planner utilizza una serie di tool che gli sono di aiuto nella pianificazione (ad esempio ‘Kubik’ per la TV), di software gestionali (ad esempio AdBox), di software per le analisi di post-campagna (ad esempio MCS per la TV), di accessi a piattaforme per consultare i dati sugli andamenti delle audience dei vari mezzi (ad esempio Arianna per la TV, Audiweb per il digital e così via).